# Représentations diplomatiques des Tuvalu

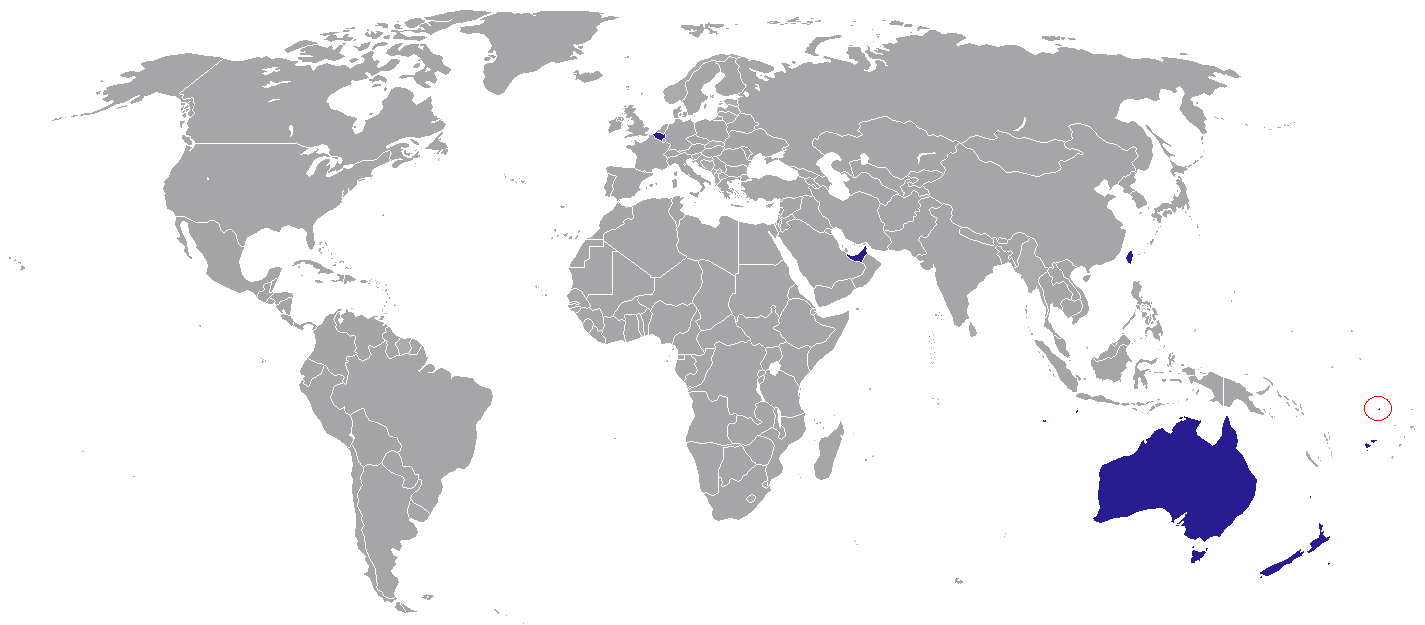
Représentations diplomatiques de Tuvalu

Ceci est une liste des représentations diplomatiques de Tuvalu.

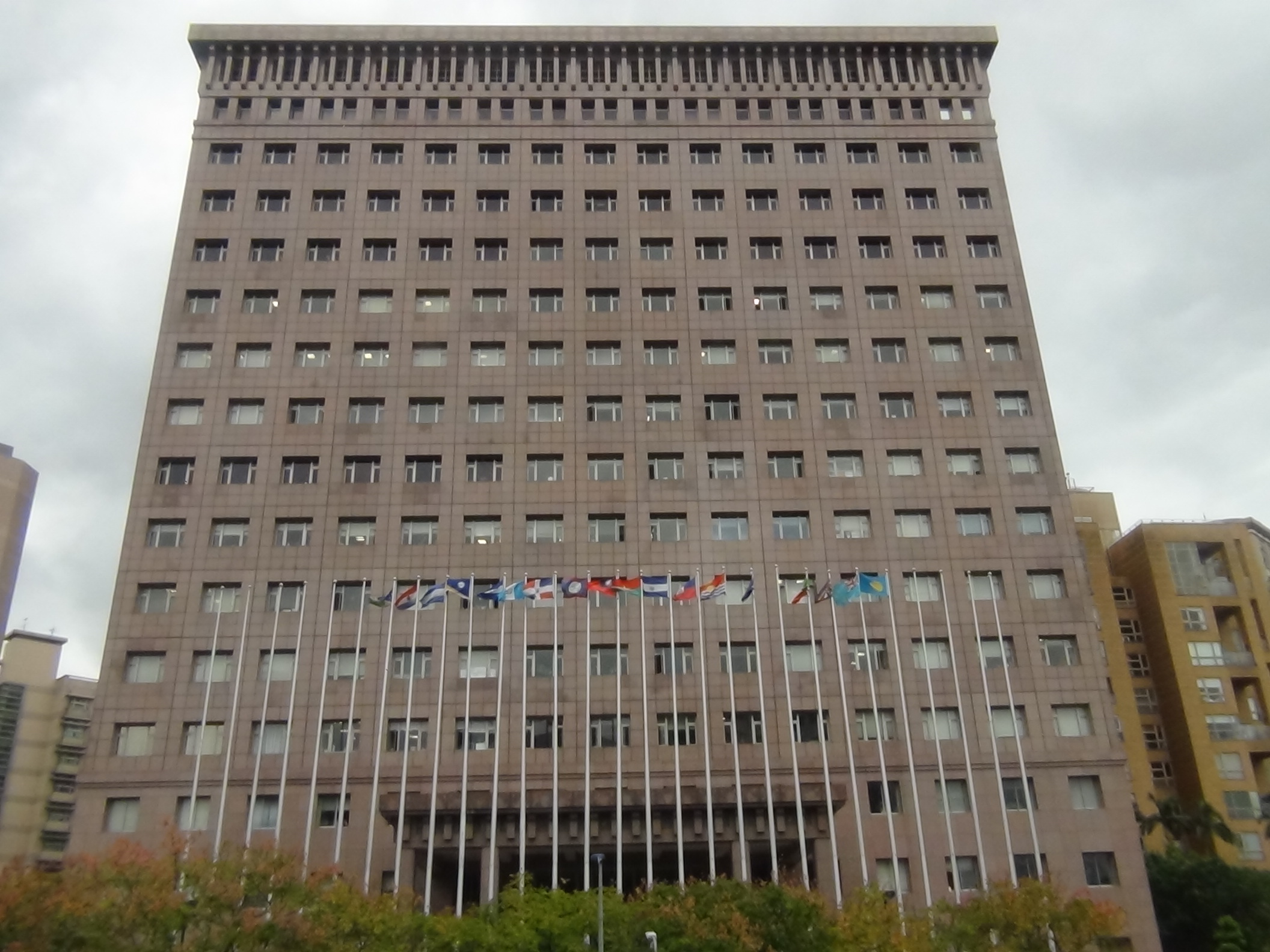
Ambassade des Tuvalu à Taipei

## Asie
- Émirats arabes unis
  - Abou Dabi (Ambassade)
- Taïwan
  - Taipei (Ambassade)

## Europe
- Belgique
  - Bruxelles (Ambassade)

## Océanie
- Australie
  - Canberra (Haut Commissariat)
- Fidji
  - Suva (Haut Commissariat)
- Nouvelle-Zélande
  - Wellington (Haut Commissariat)

## Organisations internationales
- Bruxelles (Délégation permanente auprès de l'Union européenne)
- New York (Délégation permanente auprès des Nations unies)

## Consulats honoraires
Tuvalu a également des consulats honoraires à Sydney (Australie), Tokyo (Japon), Kaohsiung (Taïwan), Bâle (Suisse), Singapour, Hambourg (Allemagne), Séoul (Corée du Sud) et à la Tuvalu House à Londres (Royaume-Uni).